# حادثه چوتوکو

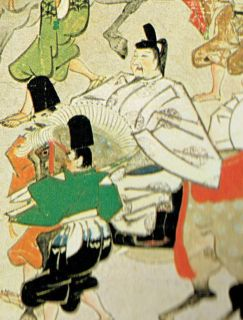
تصویری خیالی از فوجیوارا نو کوره‌چیکا پسر فوجیوارا نو میچیتاکا و برادرزادهٔ فوجیوارا نو میچیناگا

حادثه چوتوکو (به ژاپنی: 長徳の変 ちょうとくのへん)، اشاره به حادثه ای در عصر چوتوکو، در دوره هی‌آن دارد. به تحولی گفته می‌شود که پس از مرگ فوجیوارا نو میچیتاکا در ۱۰ آوریل سال ۹۹۵ میلادی توسط برادر کوچکترش فوجیوارا نو میچیناگا رخ داد. این تحول منجر به حذف خانواده فوجیوارا نو میچیتاکا از برعهده گرفتن سمت کانپاکو شد. همچنین به عنوان حادثه جنگ کازان-این شناخته می‌شود.

## بررسی اجمالی
فوجیوارا نو کوره‌چیکا در سال ۹۷۴ به عنوان پسر ارشد فوجیوارا نو میچیتاکا (نایب‌السلطنه، کانپاکو و وزیر کشور) به دنیا آمد. مادر او تاکاشینا نو تاکاکو (高階貴子) نام داشت.
در سن ۱۸ سالگی، فوجیوارا نو کوره‌چیکا به سرعت درجات پیشرفت و ترقی را طی کرد و به «سانگی» (منصب رسمی و بالاترین مقام، دایجوکان) و سپس چوناگون و سرانجام به وزیر کشور تبدیل شد. در سال ۹۹۵، یک سال پس از اینکه او وزیر کشور شد، پدرش فوجیوارا نو میچیتاکا به دلیل بیماری از سمت کانپاکو (نایب‌السلطنه) استعفا داد.
بنابراین، پدر و پسر نقشه کشیدند تا فوجیوارا نو کوره‌چیکا کانپاکو شود. فوجیوارا نو کوره‌چیکا با عمویش فوجی‌وارا نو میچیناگا برای کسب مقام کانپاکو رقابت می‌کرد، اما شصت و ششمین امپراتور، امپراتور ایچیجو، فوجیوارا نو میچیناگا را به سمت وزیر راست — منصبی بالاتر از فوجیوارا نو کوره‌چیکا — منصوب کرد بنابراین، فوجیوارا نو میچیناگا به جای کانپاکو به مدیریت امور سیاسی منصوب شد. در سال ۹۹۵ میلادی، هنگامی که پدر امپراتریس ساداکو، میچیتاکا، که کانپاکو بود درگذشت، عموی ساداکو، فوجیوارا نو میچیکانه، کانپاکوی بعدی شد اما او نیز تنها هفت روز در این سمت بود و به‌طور ناگهانی درگذشت، پس از مرگ این دو برادر، برادر دیگر آنان، فوجیوارا نو میچیناگا و فوجیوارا نو کوره‌چیکا که عمو و برادرزاده بودند، قدرت را به دست گرفتند.

## حادثه
حادثه در سال بعد، در سال ۹۹۶ (سال دوم چوتوکو) اتفاق افتاد، در این سال امپراتور قبلی که از امپراتوری استعفا داده بود، امپراتور کازان اغلب برای دیدار با فوجیوارا نو تاکه‌کو ja:藤原儼子 چهارمین دختر فوجیوارا نو تامه‌میتسو، به عمارت برادر او که او با خواهر بزرگترش شیندن نو اوئه (سان نو کیمی) زندگی می‌کرد می‌رفت. فوجیوارا نو کوره‌چیکا نیز که با خواهر بزرگتر در رابطه بود، نیز به همین عمارت رفت و آمد داشت. پس از اینکه فوجیوارا نو کوره‌چیکا  از این بازدیدها کازان مطلع شد دچار سوء تفاهم شده و تصور کرد که امپراتور قبلی برای دیدار با معشوقه او چنین بازدیدهایی را انجام می‌دهد. او سپس با برادر کوچکترش فوجیوارا نو تاکاایه مشورت کرد. پس از شنیدن داستان فوجیوارا نو کوره‌چیکا، برادرش فوجیوارا نو تاکاایه پیروان سامورایی خود را جمع کرده و آنها را به سمت مهمانی امپراتور کازان هدایت کرد، سپس با کمان به امپراتور شلیک کرد که تیر به آستین ردای او اصابت کرد. این حادثه به «حادثه چوتوکو» یا «حادثه جنگ کازان-این» معروف است.

## پیامد
فوجی‌وارا نو میچیناگا، که یک مخالف سیاسی بود، از این اتفاق سوء استفاده کرد و به فوجیوارا نو تاکاایه عنوان و منصب «ایزومو گون نو کامی» را داد («گون نو کامی» به ریاست کوکوشی، سمتی که مسئول اداره یک ولایت است اشاره دارد) و به ولایت ایزومو (استان شیمانه کنونی) منتقل شد و به فوجیوارا نو کوره‌چیکا منصب «دازای نو گون نو سوچی» (گون نو سوچی به معنی معاون است دومین مقام عالی پس از رئیس) داده شد و او به دازایفو (دازایفو، فوکوئوکا کنونی، در استان فوکوئوکا) فرستاده شد و مقامش تنزل یافت.
پس از این آبروریزی خانوادگی، خواهر فوجیوارا نو کوره‌چیکا، امپراتریس فوجیوارا نو تیشی که همسر اصلی امپراتور ایچیجو بود مجبور شد که از امپراتور جدا شده و در معبد راهبه شود اما پس از مدتی به خواست امپراتور هرچند برخلاف سنت بود، او دوباره به دربار بازگشت.
چند سال بعد، در سال ۹۹۷ (سال سوم چوتوکو)، خواهر بزرگ فوجیوارا نو میچیناگا، فوجیوارا نو سنشی (آکیکو) که مادر امپراتور بود بیمار شد و برای مدتی بیماری او ادامه داشت، بنابراین عفو عمومی (تایشا) برای جلب رحمت الهی برای همه اعطا شد. (عفو عمومی یا بخشیدن جرم قابل مجازات در صورتی که برای بدشانسی و بداقبالی برای ملت اتقاف می‌افتاد انجام می‌شد) دو برادر پس از آن به پایتخت بازگشتند. با این حال، فوجیوارا نو کوره‌چیکا پس از آن هرگز به قدرت نرسید.